# NGC 1045
NGC 1045 est une galaxie lenticulaire située dans la constellation de la Baleine. NGC 1045 a été découverte par l'astronome germano-britannique William Herschel en 1785.

## Caractéristiques
Sa vitesse par rapport au fond diffus cosmologique est de 4 433 ± 17 km/s, ce qui correspond à une distance de Hubble de 65,4 ± 4,6 Mpc (∼213 millions d'al).